# François Simonnet de Coulmier

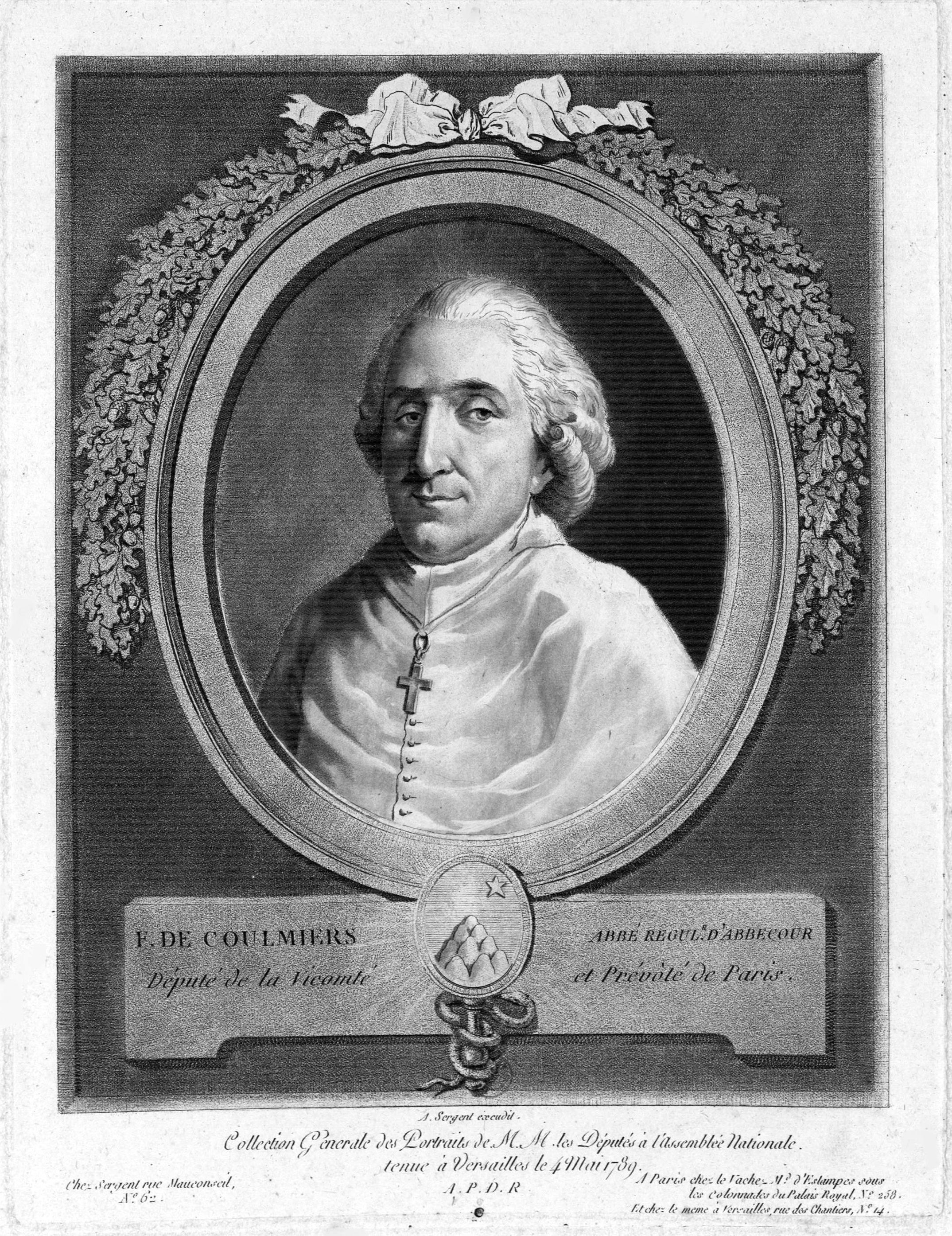
François Simonnet de Coulmier

François Simonnet de Coulmier (* 30. September 1741 in Dijon; † 4. Juni 1818 in Paris), auch François Simonnet de Coulmiers genannt, war ein französischer Ordensmann und Politiker.

## Leben
Aus gutbürgerlicher Burgunder Familie stammend, die durch Handel und Finanzgeschäfte zu Reichtum gekommen war und schließlich geadelt wurde, erhielt François Simonnet den Namen de Coulmier von seinem Großvater väterlicherseits (von Colmier-le-Haut, Haute-Marne). Zeitzeugen beschrieben ihn als kleinwüchsig (ca. 120 Zentimeter), krummbeinig und buckelig. Seit 1764 Mitglied des Ordens der Prämonstratenser, war de Coulmier der letzte Abt des Klosters Notre-Dame-d’Abbécourt in Orgeval, bevor dieses in der Zeit der Revolution zerstört wurde. 1789–1791 war er in der Gruppe der Geistlichen („clergé“) Mitglied der Verfassungsgebenden Nationalversammlung und er schloss sich dem dritten Stand an. Es wurde die Vermutung geäußert, er habe seit dieser Zeit der Freimaurerloge Les Neuf Sœurs angehört. Beweise dafür konnten bisher nicht gefunden werden.
Nach 1790 zog er sich aus dem öffentlichen Leben zurück. Es beunruhigte ihn, als seine Nichte 1793 emigrierte, und er emigrierte selbst, nachdem sein Bruder 1794 als General-Steuereintreiber („fermier-général“) guillotiniert worden war.
Am Tag nach dem 9. Thermidor (27. Juli 1794) kehrte er nach Frankreich zurück, und er beteiligte sich an der staatlichen Verwaltung eines Klosterguts der Lazaristen bei Sevran. In der Epoche des Konsulats war de Coulmier vom 25. Dezember 1799 bis zum 1. Juli 1803 als Gemäßigter („modéré“) Mitglied der gesetzgebenden Versammlung („corps législatif“).

## „Régisseur général“ im Hospiz zu Charenton (1797–1814)

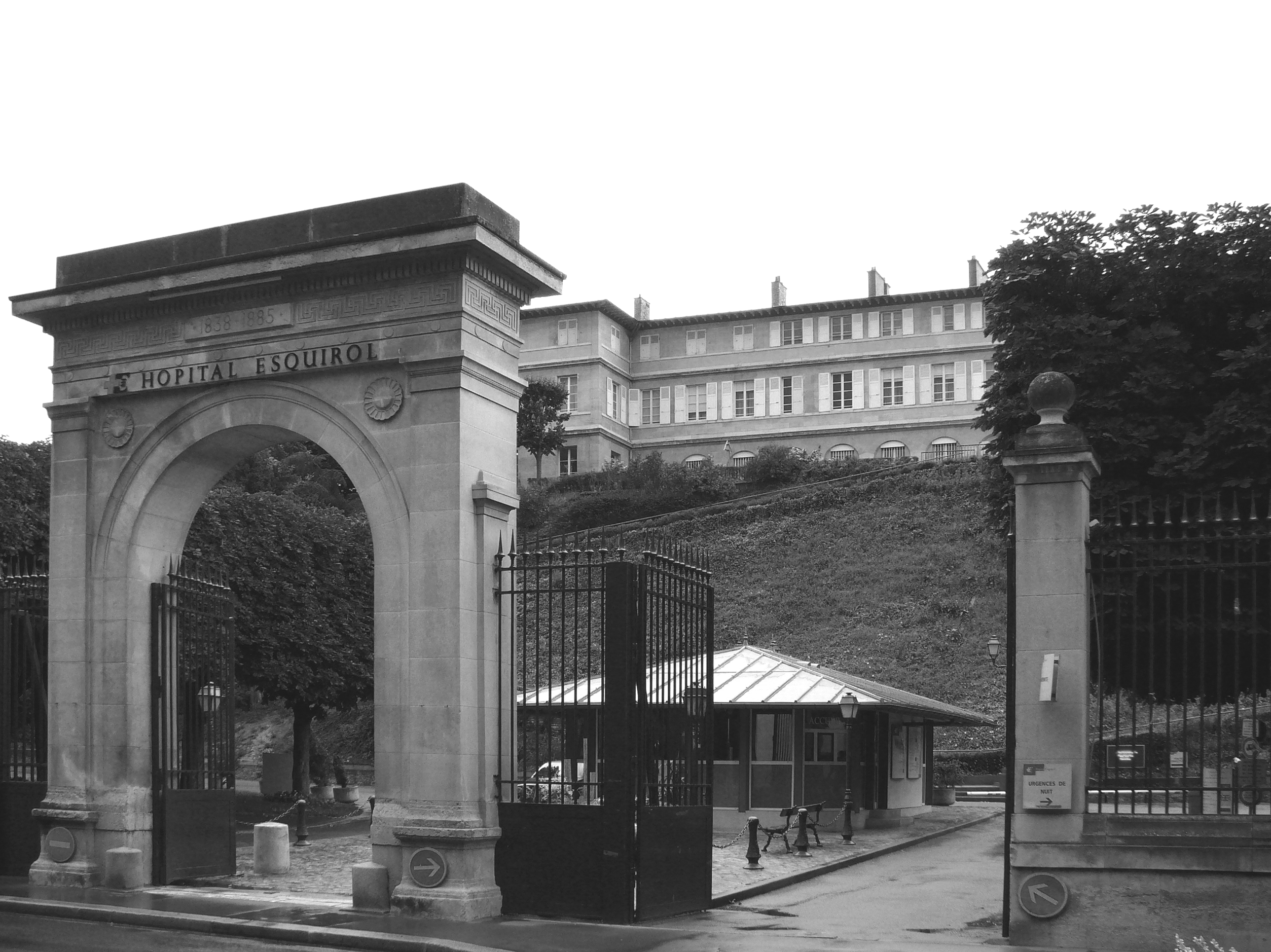
Hospiz zu Charenton. Heute »Hôpital Esquirol«

Bekannt wurde de Coulmier als „régisseur général“ in dem östlich von Paris gelegenen Hospiz zu Charenton.

### Hospiz zu Charenton 1641 – 1797
Seit 1641 wurden in Charenton Kranke, Irre und Epileptiker durch die Barmherzigen Brüder vom hl. Johannes von Gott betreut. Außerdem waren hier Staatsgefangene interniert. Am 30. Juni 1795 wurde das Hospital in Charenton geschlossen und in nationales Eigentum überführt.

### Hospiz zu Charenton 1797 – 1814
Am 15. Juni 1797 wurde das Hospiz zu Charenton durch das Ministerium des Inneren wiedereröffnet. Aus den trostlosen Gebäuden in der Innenstadt sollten die Irren in eine der Genesung günstigere Umgebung verlegt werden. Beide Geschlechter wurden aufgenommen. Die Kur wurde von den bisher üblichen sechs Wochen auf drei Monate verlängert. Wer danach nicht geheilt war, konnte als zahlender Pensionär bleiben. Arme unheilbar Kranke wurden nach dem Bicêtre oder nach der Salpêtrière verlegt. Die Gesamtleitung des Spitals wurde keinem Arzt, sondern François Simonnet de Coulmier anvertraut, der sein Amt als Hauptverwalter („régisseur général“) am 22. September 1797 antrat. Im Verlauf weniger Jahre gelang es de Coulmier, das Vakuum, das die Mönche in Charenton hinterlassen hatten, mit seinem Amt auszufüllen, so dass er (unterstützt durch den Aufsichts-Verwalter Dumoutier) als Direktor der Anstalt wie ein heimlicher Abt anmutete. Die Gebäude der Klinik waren baufällig und de Coulmier investierte aus seinem Privatvermögen in den Wiederaufbau. Er bestimmte über alle Belange der Patientenversorgung, so auch über die Wahl des Therapieverfahrens, über die Gewährung von Privilegien oder über Bestrafung. Repressive Maßnahmen wie kalte Bäder, Fixierung durch Fesseln oder Zwangsjacken wurden selten angewendet. So stellte der deutsche Arzt August Friedrich Schweigger, der 1808 Charenton besucht hatte, fest:
„Misshandlung findet durchaus nicht statt und zwei Aufseher (surveillans) beobachten in dieser Hinsicht die Aufwärter. Die gewöhnliche Strafe besteht in Einsperren, im Notfall im Zusammenbinden der Hände, höchstens Anbinden im Bette mittelst der langen Ärmel und bei gebildeten Kranken in einem Verweis in Gegenwart anderer.“
In Anlehnung an Chiarugi (Della pazzia in genere, e in specie. 1793–1794), Crichton (An inquiry into the nature and origin of mental derangement. 1798), Pinel (Traité médico-philosophique sur l’aliénation mentale ou la manie. 1801) und Cabanis (Rapports du physique et du moral de l’homme. 1802) wurde in Charenton mehr „moralisch“ als „physisch“ behandelt. Medikamente und Aderlass wurden sehr zurückhaltend eingesetzt.
Eine Besonderheit der Klinik war der Einsatz des Theaters als Therapiemittel. Dazu nochmals A. F. Schweigger 1808:
„Zur Aufheiterung und Belohnung der Irren werden auch Komödien, Concerte und andere Feierlichkeiten veranstaltet, welche bisweilen mit einem Feuerwerk beschlossen werden. Es befindet sich zur Aufführung der Komödien ein kleines Theater im Irrenhause. Nach mehrmaliger Probe wird das Stück förmlich aufgeführt.“
Einmal im Monat wurden leichte Stücke aufgeführt, meist Komödien von Molière, Marivaux oder Mercier, gefolgt von musikalischer Unterhaltung. Während seines zweiten Aufenthalts in Charenton war der Marquis de Sade Regisseur und oft gleichzeitig Darsteller in den Theateraufführungen. Die Darsteller waren teils Patienten der Klinik, teils professionelle Schauspieler aus der Hauptstadt. Im Zuschauerraum saßen neben Patienten auch zahlende Gäste aus Paris. Aus der Sicht des „régisseur général“ de Coulmier war das Theater Teil der Therapie im Sinne einer Katharsis. Wegen seiner Großzügigkeit und wegen seiner Freisinnigkeit wurden ihm bittere Vorwürfe gemacht. Die ganze medizinische Fakultät verbündete sich gegen diesen ehemaligen Priester, der eine psychiatrische Einrichtung verwaltete, ohne je Medizin studiert zu haben.
Neben dem „régisseur général“ de Coulmier waren ein Medizin-Chefarzt und ein Chirurgie-Chefarzt in der Klinikleitung. Der Medizin-Chefarzt wohnte in Paris und kam zwei bis drei Mal pro Woche zur Visite. Der Chirurg wohnte zwar ebenfalls außerhalb der Klinik, war aber stets erreichbar. Von 1797 bis zu seinem Tod im Dezember 1805 war der den Sinnesfreuden zugetane Joseph Gastaldy Chef der Medizin. Auf ihn folgte (23. Januar 1806 – 1825) der für seine strengen Moralvorstellungen bekannte und von der medizinischen Fakultät empfohlene Antoine-Athanase Royer-Collard.

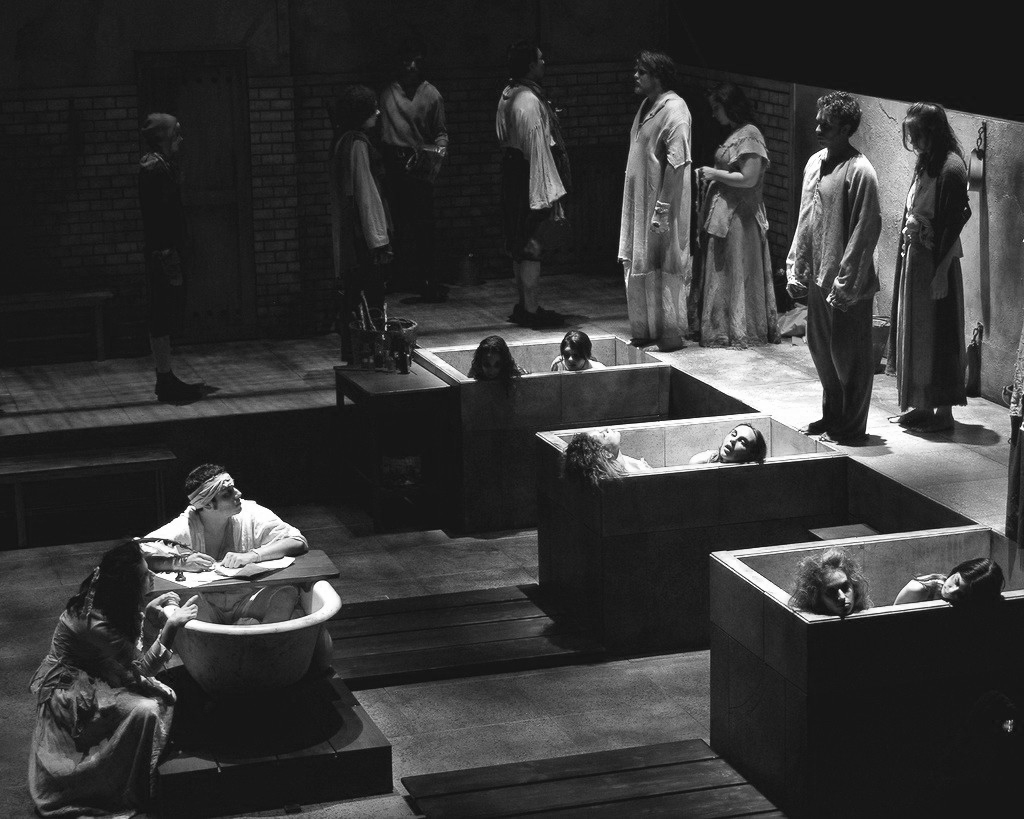
Marat/Sade-Inszenierung an der University of California, San Diego, 2005 (Regie: Stefan Novinski)

Peter Weiss diente das Theater von Charenton als Vorlage für sein 1964 uraufgeführtes Marat-Sade-Theaterstück.

### De Sade in Charenton

#### Erster Aufenthalt 1789–1790
In der Nacht des 4. Juli 1789 wurde de Sade gewaltsam von der Bastille in das Hospiz zu Charenton verschleppt. Dabei musste er seine 600 Bände umfassende Bibliothek, seine Kleider und Möbel, aber auch druckfertige Manuskripte zurücklassen, die beschlagnahmt, geplündert oder verbrannt wurden. Am 13. März 1790 erließ die Verfassungsgebende Versammlung ein Dekret, die Staatsgefangenen betreffend, wonach diejenigen Personen innerhalb von sechs Wochen freizulassen waren, die weder verurteilt noch angeklagt noch geisteskrank waren. Aufgrund dieses Dekrets wurde de Sade am 2. April 1790 freigelassen.

#### Zweiter Aufenthalt 1803–1814
In der Epoche des Konsulats wurde de Sade am 2. April 1801 – wieder ohne Gerichtsverhandlung – administrativ in der zum politischen Gefängnis umfunktionierten „Besserungsanstalt für verlorene Mädchen“ Maison de Sainte-Pélagie in Paris versorgt. Zwischen dem 20. Februar und dem 14. März 1803 wollte er dort seine Geilheit an jungen unbesonnenen Personen befriedigen, die aufgrund von Ausschweifungen, die sie im Théâtre-Français begangen hatten, für einige Tage nach Sainte-Pélagie geschickt worden waren. Als das bekannt wurde, kam es zum Skandal und de Sade wurde in das Bicêtre verlegt. Nach der Intervention seiner Familie vertauschte er am 27. April 1803 das Bicêtre mit dem Hospiz zu Charenton. Dort war ihm der Verwaltungsdirektor de Coulmier wohlgesinnt. De Coulmier fand dabei Unterstützung in Gastaldy, dem genussfreudigen Chefarzt der Medizin. De Sade erhielt ein geräumiges Zimmer im zweiten Stock mit Blick über die Marne und die Seine. In einem Nebenzimmer konnte er eine Bibliothek einrichten. Er erhielt Papier und Schreibzeug. Seiner Freundin Marie-Constance Quesnet wurde erlaubt, in der Klinik zu wohnen. Dieser zerbrechliche Zustand wurde jäh zerstört, als nach dem Tod Gastaldys der sittenstrenge Royer-Collard die Stelle des Chefarztes der Medizin übernahm. Im August 1808 verfasste Royer-Collard einen Bericht für den Polizeiminister Joseph Fouché über die Zustände in Charenton, insbesondere über die von de Coulmier dem Insassen de Sade gewährten Freiheiten. Royer-Collard urteilte über de Sade: „Dieser Mensch ist nicht verrückt. Das Laster ist sein Wahn …“ Er empfahl die Internierung in einem Gefängnis. Im September 1808 ordnete der Polizeiminister Fouché an, dass de Sade in die Festung Ham zu überführen sei. Der Chirurg Deguise bescheinigte de Sade jedoch Transportunfähigkeit, und so konnte dieser in Charenton bleiben. Am 18. Oktober 1810 gab der Innenminister eine Verfügung heraus, die sofort umgesetzt werden sollte. De Sade sollte von den übrigen Patienten getrennt untergebracht werden und es sollte ihm verboten werden, innerhalb oder außerhalb der Anstalt Kontakt zu haben. Außerdem sollten ihm Papier und Schreibzeug entzogen werden. De Coulmier konnte die Umsetzung dieses Dekrets verzögern. Am 6. Mai 1813 setzte ein ministerielles Dekret den Theateraufführungen in Charenton ein Ende. Am 30. Mai 1814 wurde de Coulmier durch den Advokaten Simon Martin Grégoire de Roulhac Dumaupas in seiner Funktion als Verwaltungsdirektor abgelöst. De Sade starb am 2. Dezember 1814 in Charenton.

## Werke (Auswahl)
- Motion sur les finances, faite par M. l’Abbé de Coulmiers ; Abbé d’Abbecour, le Vendredi 4 Décembre, Imprimée par ordre de l’Assemblée Nationale. Imprimerie nationale, Paris 1789 (Digitalisat)
- Motion sur le tabac, par M. de Coulmiers, Abbé d’Abbécourt, Député de la Vicomté de Paris. Imprimerie de Valleyre, Paris 1791 (Digitalisat)
- Opinion sur le serment civique. Extrait de la Société Nationale des Neuf Sœurs. 14. Januar 1791 (Digitalisat)

## Ärzte in Charenton 1797–1840
| Arzt / Chefarzt. Medizin                            | Assistenzarzt. Medizin | Arzt / Chefarzt. Chirurgie           | Assistenzarzt. Chirurgie |
| --------------------------------------------------- | ---------------------- | ------------------------------------ | ------------------------ |
| 1797–1805 Joseph Gastaldy                           |                        | 1797–1818 F. Deguise sen.            |                          |
| 1805/06–1813 Antoine-Athanase Royer-Collard         |                        |                                      |                          |
| 1813–1825 Antoine-Athanase Royer-Collard (Chefarzt) | 1813–1841 Bleynie      | 1819–1832 F. Deguise sen. (Chefarzt) | 1819–1843 Ramon          |
| 1825/26–1840 Jean Étienne Esquirol                  |                        | 1833–1843 J. F. Deguise jr. († 1871) |                          |